# Dactilomins
Els dactilomins (Dactylomyinae) són una subfamília de rosegadors de la família de les rates espinoses. Aquest grup conté sis espècies vivents repartides en tres gèneres i oriündes de Sud-amèrica. Hi ha científics que els classifiquen dins de la família dels capròmids (huties i afins). En algunes llengües se'ls coneix amb el nom de «rates del bambú».